# Brătuleni
Brătuleni è un comune della Moldavia situato nel distretto di Nisporeni di 2.120 abitanti al censimento del 2004

## Località
Il comune è formato dall'insieme delle seguenti località (popolazione 2004):
- Brătuleni (1.512 abitanti)
- Cîrneşti (608 abitanti)